# Virginie Hériot
Virginie Hériot   (Villa Hériot, 25 de juliol de 1890 - Arcaishon, 28 d'agost de 1932) va ser una regatista francesa que va competir durant la dècada de 1920.
Filla dels propietaris dels Grands Magasins du Louvre, Olympe Hériot i Cyprienne Dubernet, el 1904 va fer el seu primer creuer a bord del iot Katoomba, tot navegant per la Mediterrània. El 2 de maig de 1910 es va casar amb el vescomte François Marie Haincque de Saint Senoch. Se'n separà el 1921 i a partir d'aquest moment es va dedicar cada cop més exclusivament a la navegació.
El 1928 va prendre part en els Jocs Olímpics d'Amsterdam, on va guanyar la medalla d'or en la regata de 8 metres del programa de vela, a bord de l'Aile VI, junt a Donatien Bouché, Carl de la Sablière, André Derrien, André Lesauvage i Jean Lesieur. Aquell any també guanyà la Copa d'Itàlia. El 1929 va guanyar la Copa de França, la Copa d'Itàlia i la Copa del Rei d'Espanya. Aquests èxits van fer que fos nomenada cavaller de la Legió d'Honor. A través de la seva celebritat i les seves conferències impartides arreu del món s'esforçà per promoure la navegació francesa i donar a conèixer la qualitat dels enginyers i drassanes franceses. També es va dedicar a les obres filantròpiques.
A principis de 1932 va resultar greument ferida durant una tempesta entre Venècia i Grècia, però es va negar a deixar de competir. A finals d'agost, durant la regata d'Arcachon, va perdre el coneixement a bord del seu petit veler Aile VII, però va prendre la sortida de la regata. Víctima d'un síncope en creuar la meta, va morir el 28 d'agost de 1932 a bord de l'Ailée IV. El seu funeral se celebra el 2 de setembre a París a la basílica de Sainte-Clotilde, en presència de Georges Leygues i el mariscal Pétain.